# Chicharro (finanzas)
Un chicharro, en argot bursátil español, es un valor con una baja capitalización y un riesgo muy elevado. Los chicharros sufren grandes oscilaciones en su cotización, por lo que son objeto de una gran especulación en el mercado. Al mismo tiempo, son fácilmente manipulables, pudiendo ser víctimas de rumores
El término procede de un conocido pescado del mismo nombre, atribuido a las clases bajas, y también conocido como jurel.